# Ming-Sun-Klasse
Die Ming-Sun-Klasse, auch Sun-Typ, war eine Bauserie von elf Containermotorschiffen der taiwanischen Reederei Yang Ming Marine Transport Corporation (Yang Ming Line).

## Geschichte

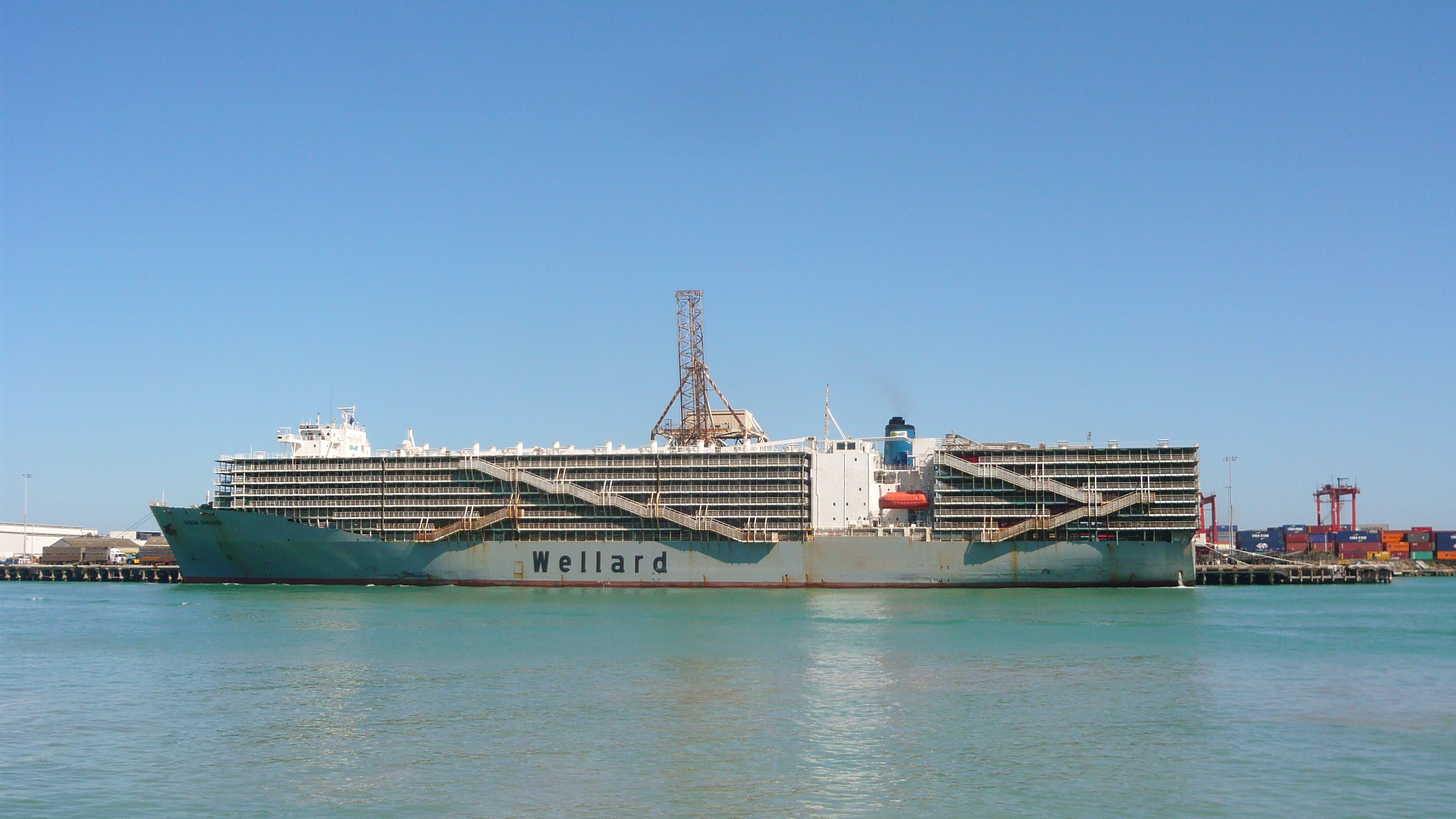
Die Ocean Shearer in Fremantle

Mit den Schiffen der Ming-Sun-Klasse baute die 1972 gegründete Yang Ming Line, die ihre Liniendienste zuvor nur mit Stückgut- und Semicontainerschiffen betrieben hatte, eine eigene Flotte an Vollcontainerschiffen auf und erweiterte mit ihnen ihr Liniennetz. Die Schiffe blieben bis auf vereinzelte Vercharterungen bis zur Verschrottung in den Jahren 2008/09 in den Diensten der ursprünglichen Auftraggeber. Die einzige Ausnahme war die Ming Universe – sie wurde 2002 verkauft und im Auftrag der libanesischen Fares Group zur Rodolfo Mata, dem seinerzeit mit einer Transportkapazität von 135.000 Schafen größten Tiertransporter der Welt, umgebaut. Das Schiff blieb bis 2012 in Fahrt, bevor es ebenfalls abgebrochen wurde.

## Beschreibung
Die Schiffsaufbauten waren etwa auf vier Fünftel der Länge achtern angeordnet. Die sechs Laderäume waren vor dem Deckshaus angeordnet, mit Cellguides ausgerüstet und wurden von Pontonlukendeckeln verschlossen. Die Containerkapazität lag anfangs bei 1608 TEU, später wurde die Kapazität auf 1984 TEU erhöht. Es konnten anfangs 102 und später 140 herkömmliche Kühlcontainer versorgt werden.
Die Schiffe erhielten Sulzer-Hauptmotoren vom Typ 9RND90M mit einer Leistung von 21.351 kW, die von Ishikawajima Harima in der japanischen Stadt Aioi in Lizenz gebaut wurden. Der einfachwirkende Neunzylinder-Zweitakt-Dieselmotor wirkte direkt auf einen Festpropeller und verhalf den Schiffen zu einer Geschwindigkeit von 21,5 Knoten. Zur Energieversorgung waren jeweils zwei Generatoren mit 900 kW und zwei Generatoren mit 560 kW Leistung verbaut.

## Die Schiffe
| Ming Sun       | 39  | 7810870 | 14. März 1980      | 1998 Sun River, 2001 Ocean Genius, 2004 YM Sun, ab 18. Januar 2009 in China verschrottet.                                                                                                 |
| Ming Moon      | 40  | 7810882 | 25. März 1980      | 1998 COSCO Atlantic, 2002 Ocean Luna, 2004 YM Moon, ab 12. Dezember 2008 bei Changjiang Shipbreaking Company in Jiangyin verschrottet.                                                    |
| Ming Star      | 41  | 7810894 | 26. Mai 1980       | 1999 Starlight River, 2001 Ocean Starlight, 2004 YM Star, ab 6. Januar 2009 in Guangzhou verschrottet.                                                                                    |
| Ming Galaxy    | 42  | 7810909 | 20. Juni 1980      | 1998 Atlantic Bridge, 2002 Ocean Atlantic, 2004 YM Galaxy, ab 29. November 2008 in Chittagong verschrottet.                                                                               |
| Ming Glory     | 43  | 7810911 | 1. September 1980  | 1998 Gulf Bridge, 2002 Ocean Gulf, 2004 Glory Bridge, 2006 YM Glory, ab 13. Januar 2009 in Xinhui verschrottet.                                                                           |
| Ming Ocean     | 44  | 7810923 | 12. September 1980 | 1996 Dover Bridge, 1998 Ming Ocean, 2004 YM Ocean, ab 31. Januar 2009 in Alang verschrottet.                                                                                              |
| Ming Universe  | 45  | 7810935 | 3. Oktober 1980    | 1993 Med Genova, 1998 Ming Universe, 2002 zum Tiertransporter Rodolfo Mata umgebaut, 2006 Deneb Prima, 2007 Stella Deneb, 2009 Ocean Shearer, ab 25. Mai 2012 in Chittagong verschrottet. |
| Ming Comfort   | 163 | 8012657 | 22. Juli 1982      | 1996 Malacca Bridge, 1998 Ming Comfort, 2003 Sentosa Bridge, 2004 YM Comfort, ab 15. Januar 2009 in Xinhui verschrottet.                                                                  |
| Ming Energy    | 164 | 8012669 | 12. März 1983      | 1993 Med Keelung, 2004 YM Energy, ab 8. Januar 2009 in China verschrottet. |
| Ming Fortune   | 165 | 8012671 | 30. März 1983      | 1994 Maersk Dubai, 1996 Med Taichung, 2003 Kota Permas, 2004 YM Fortune ab 9. Januar 2009 in Xinhui verschrottet.                                                                         |
| Ming Longevity | 166 | 8012683 | 3. Mai 1983        | 1993 Maersk Jeddah, 1993 Med Hong Kong, 1995 Ming Longevity, 1996 Gibraltar Bridge, 1998 Ming Longevity, 2004 YM Longevity, ab 2. Januar 2009 in Xinhui verschrottet.                     |